# 브뢴뷔시

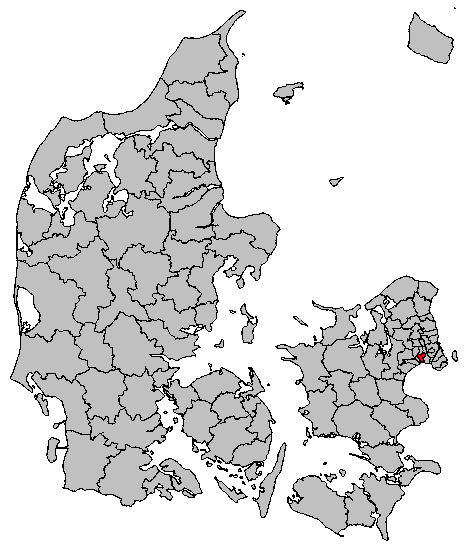
브뢴뷔시의 위치

브뢴뷔시(덴마크어: Brøndby Kommune)는 덴마크 수도 지역에 위치한 지방 자치체로 행정 중심지는 브뢴뷔베스테르이며 면적은 28.05km2, 인구는 34,229명(2012년 10월 1일 기준), 인구 밀도는 1,220명/km2이다. 셸란섬 동부 연안에 위치하며 축구 클럽 브뢴뷔 IF의 연고지이기도 하다.